# Cataratas de Hornillos
Las cataratas de Hornillos son un lugar turístico dentro del distrito de Moro en la provincia del Santa en el departamento de Áncash, Perú. 
Se ubica a 97 km al sureste de Moro y un promedio de 15 - 20 minutos de caminata, entre subidas y bajadas, durante el trayecto se puede apreciar un flora variada y abundante hasta este lugar.
El 31 de octubre de 2021 se terminó un proyecto de mejoramiento del acceso a las cataratas, encargado por la Municipalidad Provincial del Santa. La obra consistió en la habilitación de vías de acceso peatonal, escaleras de concreto, rampas, sardineles con barandas, 3 pérgolas con bancas, servicios higiénicos, puente peatonal y caseta de seguridad.